# ایزیری ۲۹۰۱
ایزیری ۲۹۰۱ (به انگلیسی: ISIRI 2901) استانداردی مصوب ۱۳۷۳ موسسه استاندارد و تحقیقات صنعتی ایران در مورد «طرز قرار گرفتن حروف و علائم زبان فارسی بر روی صفحه کلید کامپیوتر» است. این استاندارد محل قرار گرفتن نشانه‌های فارسی بر روی صفحه‌کلید رایانه را مشخص می‌نمود. ایزیری ۲۹۰۱ تجدیدنظری است بر استاندارد قبلی خود که در سال ۱۳۶۷ به تصویب رسیده بود. این استاندارد محل قرارگرفتن هر یک از نمادهای تعریف شده در استاندارد ایزیری ۳۳۴۲ (کد تبادل اطلاعات ۸ بیتی فارسی) را مشخص می‌کند.
از مهمترین خواص صفحه‌کلید مصوب این استاندارد می‌توان به نظم آن و قرارگرفتن نمادهای مشابه در کنار هم اشاره کرد که یادگیری و کاربردش را برای کاربران مبتدی ساده می‌ساخت. در مقابل نداشتن همزهٔ ترکیب‌شونده، الف مقصوره و مد ترکیب‌شونده از اشکالات آن بود. همچنین این استاندارد مشکل ابهام همزه داشت که آن را از استاندارد ۳۳۴۲ به ارث می‌بُرد ولی به علت وجود شکل‌های ترکیبی همزه در صفحه‌کلید این استاندارد، این مشکل چندان قابل توجه نبود.
استاندارد ایزیری ۹۱۴۷ (مصوب ۱۳۸۶) جایگزین این استاندارد گردید و آن را باطل کرد.
در سیستم‌عامل مک‌اواس ۱۰ از این استاندارد برای صفحه کلید فارسی استفاده می‌شود که با عنوان Persian ISIRI 2901 همراه با پرچم ایران در تنظیمات سیستم عامل قابل دسترس است.